# Farmářský klub
Farmářský klub, případně farmářské družstvo (angl. farm team) nebo hovorově farma je sportovní klub v nižší soutěži, který úzce spolupracuje s klubem ve vyšší soutěži. Zpravidla platí, že oba kluby jsou vlastnicky provázány (společný majitel) a spolupracují výhradně mezi sebou.
Spolupráce spočívá v hostování nebo střídavých startech juniorů z výše postaveného klubu v týmu nižší soutěže. Tím se dává možnost růstu mladým talentům a zároveň se posiluje farmářský tým. Do něj také chodí vypomáhat a zároveň se rozehrát hráči, kteří jsou po zranění anebo se nevešli do základní sestavy týmu ve vyšší soutěži. 
Systém farem má dlouhou tradici v kanadsko-americké NHL, kde má každý vrcholový klub svou farmu v nějakém z týmu z AHL, ECHL nebo jiné nižší ligy. Většina týmů NHL má farmy v obou zmíněných ligách. Tento model spolupráce se však používá nejen v hokeji, ale i v jiných kolektivních sportech jako je fotbal, basketbal apod., i v klubech individuálních sportů jako formule nebo wrestling.

## Výhody spolupráce
- Možnost růstu talentovaných juniorů skrze hraní ve farmářském týmu.
- Možnost hostování nebo střídavých startů špičkových hráčů ve farmářském týmů (rozehrání se po zranění, pravidelné hostování či střídavý start pokud se hráč z mateřského klubu nedostane do základní sestavy).
- Posílení kádrů obou klubů. Vzájemná pomoc v půjčování hráčů podle okolností, které nastanou v průběhu obou soutěží.
- Kluby se vzájemně podporují tak, aby oba dosáhly co nejlepšího umístění ve své lize..
- Hráči chodí hostovat do jednoho týmu (ne do více) a tím se rozvíjí i jejich sehranost.
- Stabilizace klubů v soutěžích, oboustranně výhodná spolupráce.
- Farmářský tým výrazně sníží náklady na platy hráčů.

## Česko

### Fotbal
Pojem „farmářské družstvo“ byl do roku 2015 zakotven v soutěžním řádu FAČR.

### Lední hokej
České hokejové kluby, s výjimkou Benátek nad Jizerou mezi lety 2008–2022 a Letňan v období 2021–2024 fungují zcela samostatně a navázaná spolupráce je označována jako „partnerství“ resp. „partnerský klub“.
Níže tabulka navázaných spoluprací mezi extraligovými kluby a kluby z nižších soutěží k červenci 2024. Tabulka neobsahuje případnou spolupráci mezi kluby z 1. a 2. ligy bez zapojení klubu z Extraligy.
| Tipsport extraliga        | Maxa liga               | 2. liga                       |
| ------------------------- | ----------------------- | ----------------------------- |
| Bílí Tygři Liberec        | –                       | HC Stadion Vrchlabí, HC Děčín |
| HC Sparta Praha           | HC Stadion Litoměřice   | –                             |
| HC Olomouc                | –                       | –                             |
| HC Verva Litvínov         | Piráti Chomutov         | Mostečtí lvi, SK Kadaň        |
| Mountfield HK             | SC Marimex Kolín        | HC Příbram                    |
| HC Vítkovice Ridera       | HC RT TORAX Poruba 2011 | –                             |
| HC Škoda Plzeň            | –                       | –                             |
| HC Energie Karlovy Vary   | HC Baník Sokolov        | –                             |
| BK Mladá Boleslav         | –                       | –                             |
| HC Oceláři Třinec         | HC Frýdek-Místek        | –                             |
| HC Dynamo Pardubice       | –                       | –                             |
| HC Motor České Budějovice | HC Tábor                | –                             |
| Rytíři Kladno             | –                       | –                             |
| HC Kometa Brno            | –                       | –                             |

Vysvětlivky
1. ↑  Partnerský klub HC Klatovy odešel před sezónou 2023/2024 do krajské ligy, spolupráce ale byla zachována.[13][14]
2. ↑  Od sezóny 2022/2023 hraje v 1. lize pardubický B-tým[17]